# Élisabeth Ivanovsky
Pour les articles homonymes, voir Ivanovski.
Élisavieta Andréïevna Ivanovskaia, née le 25 juillet 1910 à Kichinev, en Bessarabie, dans l'Empire russe - actuellement Chișinău, Moldavie et morte le 11 avril 2006 à Bruxelles, est une peintre et illustratrice belge.

## Biographie
Née a Kichinev en 1910, á l'Ouest Élisaveta Andréïevna Ivanovskaia deviendra connue comme Elisabeth Ivanovsky lorsqu'elle émigre en Occident - à Bruxelles - en octobre 1932, pour s'inscrire à l'Institut Supérieur d’Architecture et de Décoration (La Cambre). Elle est alors de nationalité roumaine. Elle est diplômée en juin 1934 pour le cours d'arts de l'impression et d'illustration du livre donné par Joris Minne. Deux membres du jury d’examen auront une influence décisive sur sa carrière d’illustratrice: l’éditeur anversois De Sikkel lui fait illustrer Lode Baekelmans, un écrivain flamand réputé, tandis que Franz Hellens lui propose d’imager un de ses romans.
Élisabeth Ivanovsky illustre La Mort dans l’Âme d’Hellens en 1934. Grands et Petits et Deux Contes russes sont rédigés l’été par le fils adoptif de Franz Hellens Alexandre Van Ermengem, âgé de treize ans. Ils sont publiés en automne par les Éditions Desclée de Brouwer. En 1935 Élisabeth Ivanovsky  est diplômée du cours de décor et costume de théâtre du dramaturge Herman Teirlinck. Teirlinck l’invite à créer les costumes de sa pièce Elkerlijk qui est jouée devant la reine Élisabeth de Belgique.
De 1934 à 1937, Hellens enverra à Ivanovsky trente et une lettres, cartes ou notes (conservées à la Bibliothèque royale, Bruxelles). En 1936 elle illustre la version pour enfants de "Bass Bassina Boulou" et les Minutes insolites du surréaliste bruxellois Marcel Lecomte. Ses décors de théâtre obtiennent en 1937 une Médaille d’Or à la VIe Biennale de Milan. Cette année elle annote d’une centaine de gouaches les manuscrits de rêves et de nouvelles qu’Hellens lui transmet au jour le jour : Nocturnales (deux rêves), Fantômes (deux nouvelles). En 1940, elle image d’une gouache chacun des cinquante exemplaires d’Invocation, poème dédié à la mémoire de Frédéric Van Ermengem mort au combat. Ultérieurement elle illustrera encore de trois dessins à la plume la Fable du Maigre et de la Grosse d'Hellens dans La Gazette des lettres (Paris) no 26 du 15 novembre 1952. Dernière rencontre d’Élisabeth Ivanovsky avec Franz Hellens à la Librairie Jacques Antoine (Bruxelles) en 1971. 
En 1938, Zinaïda Schakhowskoy lui présente René Meurant, poète en quête d’un portrait gravé pour un de ses recueils. Meurant l’introduit auprès de ses amis du Journal des Poètes, Armand Bernier et Géo Libbrecht notamment. Elle illustre l"écrivain flamand Stijn Streuvels, le fabuliste patoisan wallon Henri Pétrez et le romancier ardennais Arsène Soreil. Elle crée la collection « Pomme d'api » aux Éditions des Artistes de George Houyoux, vingt-quatre très petits formats publiés en quatre séries de 1942 à 1946, avec des textes de René Meurant.
Elle épouse René Meurant en 1944 et est désormais belge. Elle donne naissance à une fille, Anne Meurant (1944, future musicologue), et deux fils, Serge Meurant (1946, futur poète) et Georges Meurant (1948, futur peintre et essayiste).
De 1941 à 1946 elle partage un moment de création avec René Meurant. Il écrit en 1940 L'Art de servir un texte - Élisabeth Ivanovsky imagière de talent (Bruxelles: Savoir et Beauté no 4, p. 6-7), en 1941 une introduction pour "Chansons Populaires des Provinces Belges".
Les Éditions des Artistes (Bruxelles) publient de 1942 à 1945 les 24 livrets de la collection « Pomme d'api » créée par Ivanovsky, dont Meurant rédige les textes. En 1943 elle illustre ses quatrains du Bestiaire des Songes, en 1944 il écrit le texte de Petite Miche chez le même éditeur. En 1945 il transcrit Quatre perles du Trésor des Frères Grimm qu’elle illustre (Diest : Pro Arte). Il y aura encore Cuchette et Porcinet aux Éditions des Artistes en 1946.
Ensuite Élisabeth Ivanovsky illustrera essentiellement pour la jeunesse, notamment aux Éditions Desclée de Brouwer, chez Casterman et Gautier-Languereau, souvent en collaboration avec Marcelle Vérité. Ses éditions originales ont été publiées dans cinq pays en sept langues : allemand, français, néerlandais, polonais, roumain, russe, wallon.
Des éditions, coéditions ou rééditions modifiées ont été publiées dans vingt-cinq pays en vingt-deux langues : afrikaans, anglais, allemand, chinois, danois, espagnol, français, grec, gaélique, hongrois, indonésien, islandais, italien, japonais, néerlandais, norvégien, portugais, russe, serbo-croate, suédois, turc, wallon, depuis les manuels d’alphabétisation et d’apprentissage de la lecture publiés par l’État roumain en 1930 jusqu'aux Fables du Baron d’Fleuru, à Charleroi, en dialecte wallon en 1999.
Il n’y a plus guère de livres d’Élisabeth Ivanovsky en librairie lorsque les Éditions MeMo rééditent la Collection Pomme d’Api sous le titre Les très petits d’Élisabeth Ivanovsky en 2007 puis Cirkus en 2010 et en 2016 les quatre titres de la collection « Sans-Souci » qui seront également publiées au Japon et en Chine.

## Avec Marcelle Vérité
- Les Rimes enfantines parues chez Desclée De Brouwer inaugurèrent en 1937 une collaboration de quarante-neuf ans de Marcelle Vérité avec Élisabeth Ivanovsky.
- Le même éditeur publia, de 1938 à 1947, les quatre séries de la collection « Histoires naturelles » de quatre titres chacune, en 1938 encore Dame Capucine et autres Chansons et en 1941 Petite Pomme.
- De 1947 à 1949 il créa une collection « Histoires par Marcelle Vérité » qui réalisa neuf titres.
- En 1947-1948, Vérité introduisit Ivanovsky chez Gautier-Languereau par quelques publications dans l’hebdomadaire La Semaine de Suzette et en 1948 chez Mame par La Barbe de Bonhomme Noël. Cette collaboration connaîtra son apogée en 1949 avec Le Roi, l'Ours et le petit Hérisson et autres contes dans la collection des « Albums de l’Âge d’Or » de Casterman.
- En 1952, Marcelle Vérité publia Amitié des Choses avec dessins par E. Ivanowsky à Rodez, Édition du Pigeonnier.
- Casterman publia Tiline et autres Contes en 1962.
- Desclée de Brouwer lança la collection « Mondes et Merveilles » avec Le Tour du Monde des Animaux (1962), Les Jours et les Nuits des Animaux (1965) et Le Monde des Jardins (1965) illustrés par Élisabeth Ivanovsky.
- En 1965 celle-ci renoua avec Gautier-Languereau par Dansons la Capucine de Marcelle Vérité.
- La collection « Farandole » de Casterman publia quatre titres de Marcelle Vérité et Elisabeth Ivanovsky: Petite ombrelle, petit parapluie (1963), Missi Souris (1964), Petit Ami (1965) et Le Voyage des trois po (1967).
- Desclée de Brouwer publia L'Alphabet des Fleurs (1963), L'Alphabet des Oiseaux (1965) et Contes russes (1969).
- Desclée de Brouwer publia surtout, de 1967 à 1970, les vingt-trois titres de la collection "Tip-Tip" créée par Élisabeth Ivanovsky, textes de Marcelle Vérité.
- En 1968, celle-ci fit illustrer par Ivanovsky ses contes de « La page des enfants sages » du magazine Jours de France.
- Il y eut encore, pour Gautier-Languereau, "Vitt-Vitt l'Hirondelle" (1978), "Roussette la Petite Génisse" (1982), "Lili la Coccinelle" (1985) et "Dandinette la Petite Oie" (1986) – leur dernier titre commun.

## Hommages
- Le musée national d’Art moldave de Chișinău célèbre le centenaire de sa naissance par une exposition, un timbre est frappé à son effigie par la poste moldave,
- un colloque international consacré aux artistes de l’émigration russe lui est dédié au Musée Nabokov de Saint-Petersbourg,
- une exposition d’hommage est organisée au Centre de littérature de jeunesse de Bruxelles,
- la Bibliothèque nationale de France acquiert ses archives et l’intégralité du fonds de son imagerie conservé par ses enfants (1929-1994). Les originaux de CIRKUS et de Bass Bassina Boulou sont présentés au sein de l'exposition "Éloge de la rareté. Cent trésors de la Réserve des livres rares" à la BnF François-Mitterrand / Galerie 2, du 25 novembre 2014 au 31 janvier 2015.

## Archives et collections
- Œuvres originales sur papier (dessins et estampes) conservées dans des collections publiques
  - Musée national des Arts de Moldavie, Chișinău (1925-1930, 1933-1934, 1937, 1953, 1969-1970)
  - Van Abbemuseum LS Collection, Eindhoven (1925-1939, 1945, 1947-1949, 1960, 1967, 2004)
  - Bibliothèque nationale de France – Réserve précieuse, Paris (1925-1945, 1947-1948, 1950, 1953, 1958-1963, 1967-1969, 1972, 1974, 1976-1978, 1980-1983, 1985-1990, 1993-1994, 2000)
  - ENSAV (La Cambre), Bruxelles (1932-1935)
  - Bibliothèque Royale, Bruxelles (1933-1937, 1968) – Archives et Musée de la Littérature (1935-1937) – Cabinet des Estampes (1933-1934, 1936)
  - University of Minnesota Libraries Kerland Fund (1958-1959, 1965)
  - Communauté Wallonie-Bruxelles (1964, 1969).
- Archives Ivanovsky conservées par des collections publiques
  - Bibliothèque royale, Bruxelles – Archives et Musée de la Littérature (correspondances 1934-1937, 1940, 1942-1944, 1975, livres dédicacés par des auteurs)
  - Bibliothèque nationale de France – Réserve précieuse, Paris (écrits autobiographiques 1984, 1992, 2001; correspondances avec les auteurs et les éditeurs 1933-1934, 1936-1937, 1942-1949, 1952-1955, 1957-1965, 1968, 1970-1988, 1990, 1992-2000, 2002; divers documents 1929, 1933-1937, 1940, 1944-1945, 1948, 1969-1970, 1975, 1990, 2005-2006).

## Illustrations
Sélection parmi 346 éditions originales publiées de 1931 à 1999.
- La Légende de Saint Nicolas Bruxelles : ISAD, 1933. (OCLC 957670274).
- Le Paysan et l'Ours. Conte Russe. Bruxelles: Éditions de l'I.S.A.D. 1934.
- Grands et Petits, Bruges: Desclée de Brouwer, 1934. (OCLC 4475966).
- Deux contes russes, Bruges: Desclée de Brouwer, 1934. (OCLC 460264132).
- La Mort dans l'Âme, texte de Franz Hellens. La Haye: LGC Boucher, 1935. (OCLC 63422425).
- Un tas d'histoires, texte de Jeanne Cappe, Paris: Desclée de Brouwer, 1936. (OCLC 13735673).
- Saint Nicolas, texte de Henri Ghéon, Paris: Desclée de Brouwer, 1936. (OCLC 459341268).
- Les minutes insolites, texte de Marcel Lecomte, Bruxelles: Paradis-Perdu, 1936. (OCLC 58392779).
- Histoire de Bass Bassina Boulou, texte de Franz Hellens, Paris: Desclée de Brouwer, 1936. (OCLC 459856850).
- L'Ours Brunet, texte de Henri Kubnick, Paris: Desclée De Brouwer, 1937. (OCLC 21265700).
- Dame Capucine et autres Chansons, texte de Marcelle Vérité, Paris: Desclée De Brouwer, 1938.
- Baies (OCLC 17502031), Papillons (OCLC 17512099) et quatorze autres titres de la collection « Histoires naturelles », textes de Marcelle Vérité, Paris: Desclée de Brouwer, 1938, 1939, 1941, 1948.
- Fôves du Baron d'Fleuru (2e recueil), fables en dialecte wallon de Henri Pétrez. Couillet: Maison d'Éditions, 1938.
- L'Hôte mystérieux, texte de la Princesse Anna Scherbatow, traduction de Serge Nabokoff. Paris : Desclée, De Brouwer, 1939. (OCLC 459758761).
- Paradijssprookje, tekst van Max Mell, Stijn Streuvels. Brugge : Uitgeverij "Wiek op", 1939. (OCLC 68513498).
- Een gang door het jaar, tekst van Stijn Streuvels, Amsterdam : L.J. Veen's Uitgevers Mij, 1941. (OCLC 503792137).
- Vier sprookjes van H.C. Andersennavertaald door Paul Verbruggen. Antwerpen : De Sikkel, 1942. (OCLC 42283059).
- Bestiaire des Songes, texte de René Meurant. Bruxelles : Éditions des Artistes, 1943. (OCLC 652386670).
- Quatre perles du trésor des frères Grimm, adaptation française de René Meurant. Bruxelles : Éditions des Artistes, 1943. (OCLC 459588174).
- La Fontaine Merveilleuse, texte d'Elsa Steinmann, Paris : Éditions Du Seuil, 1945. (OCLC 929782067).
- Loup Garou (OCLC 13357143), 1948 et huit autres titres de la collection « Histoires par Marcelle Vérité », Paris : Desclée De Brouwer, 1947-1949.
- Le Roi, l'Ours et le petit Hérisson, texte de Marcelle Vérité, Paris : Desclée De Brouwer, 1949. (OCLC 13357143).
- L'imitation du Petit Jésus, texte de Jean Plaquevent, Paris : Éditions du Seuil, 1954.
- Roux sur la Lune, texte de Arthur Haulot, Bruxelles : Éditions des Artistes, 1957. (OCLC 902393978).
- Modigliani le Voyant, texte de Franz Hellens. Bruxelles : Jacques Antoine éditeur, 1986. (OCLC 24412876).
- Fables du Baron d'Fleuru (3e vol), texte de Henri Pétrez en dialecte wallon. Charleroi : Éditions el Bourdon, 1999

Rééditions
- Les très petits d'Elisabeth Ivanovsky. Nantes: MeMo, 2007. (OCLC 421982479) Réédition des 24 livrets de la Collection Pomme d’Api (1942-1946) plus un livret de présentation: "Pomme d’Api - Histoire d'une grande petite collection" par Georges Meurant.
- Cirkus, Nantes : MeMo, 2010. Postface de Georges Meurant. Réédition en offset du portfolio de pochoirs de 1933 (OCLC 916308299).
- L'imagier des Couleurs, Paris: Gautier-Languereau Hachette, 2012. (OCLC 798386147). Réédition de Toutes les Couleurs (1980) (OCLC 18148762) dans un format différent.
- L'Imagier des Oursons, Paris: Gautier-Languereau Hachette, 2012. Réédition de La Maison des Oursons (1980) (OCLC 17139114)dans un format différent.
- Le Voyage des trois Po, Tournai: Casterman, 2015. (OCLC 919028078) Réédition de Le Voyage des trois Po (1967) dans un format différent.
- La Collection Sans Souci, Nantes: MeMo, 2016. Postfaces de Georges Meurant. (OCLC 956725496), (OCLC 959970696), (OCLC 959970735), (OCLC 972525615). Rééditions de quatre mini albums des Éditions des Artistes, Bruxelles, 1944 / idem en 2018 à Tokyo: Iwanami Shoten (株式会社岩波書店) et à Pékin : Beijing Cheerful Century.

## Périodiques (1930-1983)
- De 1930 à 1932 des compositions publiées dans la presse roumaine de Chișinău (Kishineff).
- 1934 - Des compositions pour Золотоӣ Пєтушокъ n°1, une revue littéraire russe de Kishineff (Chișinău).
- De 1936 à 1938 des dessins à la plume dans le Bulletin de l'Union des femmes coloniales (Bruxelles).
- 1937 - La couverture du mensuel bruxellois Charmes du foyer.
- De 1945 à 1948 trente-huit livraisons à l’hebdomadaire pour enfants Annette (Bruxelles: Pontlevis)[4].
- De 1947 à 1949 publications dans l'hebdomadaire La Semaine de Suzette, les premières collaborations d’Élisabeth Ivanovsky avec Gautier-Languereau : illustrations de contes de Marcelle Vérité dans les no 43 et 50 de 1947, 14 de 1948, 8 et 24 de 1949.
- 1952 - "La Belle aventure de Blondine" dans l'hebdomadaire Le Journal de Spirou (Marcinelle : Dupuis), no 765 11 déc. *
- 1952 - Illustrations de contes dans la revue Jeune Maman.
- De 1953 à 1983 une centaine de publications dans l'hebdomadaire Femmes d’aujourd’hui / Vrouwen Vandaag (Bruxelles).
- De 1954 à 1965 au moins trente-cinq livraisons au mensuel français Grain de Sel[5] et sa version suisse Lundi.
- En 1966 au moins six illustrations dans le magazine Jours de France.

674 titres édités en 24 langues, soit 346 éditions originales et 328 coéditions ou rééditions modifiées.

## Littérature
- Élisabeth Ivanovsky. Lettre à un homonyme. Généalogie Ivanovsky / Morozov (père) – Tchourkine / Medveev (mère). Six feuillets manuscrits datés du 10 octobre 1984. Bibliothèque nationale de France - Réserve précieuse.
- Кнрнлл Махров (Cyrile Makhroff). Елизавета Ивановская in O[leg]. L. Lejkind, K[iril].V. Makhrov, D[imitri]. Ia. Severiukhin, Khudozhniki russkogo zarubezhia 1917-1939. Biograficheskii slovar. Sankt Peterburg: Notabene, p. 296-297, 1999.
- Élisabeth Ivanovsky, Conversation avec Serge Meurant, Gerpinnes: Éditions Tandem, 2001. (OCLC 901058704).
- Albert Lemmens & Serge Aljossja Stommels. Once upon a time… Elisabeth Ivanovsky, Nijmegen: LS., 2007. Foreword by Georges Meurant. (OCLC 211041459).
- Élisabeth Ivanovsky, La Joie par les Livres (France : 1965-2007). Dossier papier, 10 pages. (OCLC 893776357).
- Albert Lemmens & Serge Aljossja Stommels, Елизавета Ивановская - руссий художник в Бельгии in Изодраэителъное искчсство, архитектура и искусствоведеление Русского зарубежъя. Sankt Petersburg: ДМИТРИЙ БУЛАНИЙ, pp 86-104, 2008.
- Michel Defourny et Tanguy Habrand. L’Édition pour la Jeunesse en Belgique francophone: de l’imprimerie à la mondialisation, in: Luc Pinhas, Situations de l’édition francophone d’enfance et de jeunesse, L’Harmattan, pp. 25-27, 2008.
- Michel Defourny. Élisabeth Ivanovsky et Albertine Deletaille in: Le Livre et l’Enfant. Service général des Lettres et du Livre du ministère de la Communauté française. Bruxelles: De Boeck, pp. 19-21, 2009.
- Stavila, Tudor. Basarabeanca Elisabeth Ivanovskt – O mare doamnaa ilustratiee de carte belgiana. Akademos nr. 3 (18), septembrie, 133-137 Artă, 2010.
- Carine Picaud. Élisabeth Ivanovsky – Une vie de dessins. Paris : Revue de la Bibliothèque nationale de France n°53 pp 139-149, 2016.
- Georges Meurant. Elisabeth Ivanovsky - Sur la page blanche tout est possible (224 pages), Nantes : MeMo, 2017 - avec l'aide du Centre national du Livre. (OCLC 990483179).
- Georges Meurant. Élisabeth Ivanovsky à Ixelles _ 1932-1946. Carnet de l’École des Arts d’Ixelles n°46, juin 2018, pp 4-19.
- Michel Defourny. Avec Élisabeth Ivanovsky. Textyles n° 57, décembre 2019, pp 13-26. Idem: Textyles [En ligne], 57 | 01 décembre 2019. http://journals.openedition.org/textyles/3707

## Expositions
- "Societatea de Belle-Arte dui Basarabia", Kishineff, 1925, 1926, 1927.
- "Salonul Oficial 1928" Ministerul Artelor, Bucuresti.
- "Salonul oficial Desen - Gravura". Bucuresti, 1930.
- "Societatea de Belle-Arte dui Basarabia. Salonul VI", Kishineff, 1933.
- "Salonul oficial Desen - Gravura". Bucuresti, 1933.
- "Societatea de Belle-Arte dui Basarabia. Salonul IX", Kishineff, 1934.
- "Exposition du Livre d'enfant illustré de toutes les Nations". Prague: Musée des Arts décoratifs 1937-38.
- "Elisabeth Ivanovsky". Bruxelles: Palais des Beaux-Arts, 1938.
- "Elisabeth Ivanovsky". Den Haag: Kunst van onzen Tijd, 1939 et 1941.
- "Elisabeth Ivanovsky". Bruxelles: Galerie Armentor, 1943.
- "Elisabeth Ivanovsky". Bruxelles: Galerie La Proue, 1956 et 1959.
- "Franz Hellens". Bruxelles: Bibliothèque Royale, 1957. Catalogue. Ivanovsky p. 24 et planche III (page de Fantômes).
- "The Kerlan Collection. Ellen Clarke Bertrand Library". Bucknell University. February - March 1960.
- "Dr Irvin Kerlan Collection of Children's Litterature". UCLA. International Week, 1963.
- "Elisabeth Ivanovsky - Monotypen (1963-1965)". Hasselt: Galerij Helikon, 1965.
- "Elisabeth Ivanovsky - Encres et Monotypes". Bruxelles: Galerie Altaïr, 1966.
- "Elisabeth Ivanovsky". Namur: Galerie du Crédit Communal de Belgique, 1967 et 1973.
- "Elisabeth Ivanovsky". Bruxelles: Galerie Europa, 1968 et 1970.
- "Elisabeth Ivanovsky" Bruxelles: Galerie des Artistes contemporains, 1969.
- "La Bibliothèque illustrée de l'Enfant belge 1830-1945". Bruxelles: Théâtre national de Belgique, 1976. Catalogue. Ivanovsky p. 14-18 .
- "Die Bilderwelt im Kinderbuch. Kinder und Jugendbücher aus fünf Jahrhunderten", Köln: Joseph-Haubrich Kunsthalle, 1988.
- "Livre mon Ami - Lectures enfantines 1914-1954". Paris: Les Bibliothèques de la Ville de Paris, 1991. Catalogue.
- "Livres d'enfants russes et soviétiques (1917-1945)". Paris: Les Bibliothèques de la Ville de Paris, 1997. Catalogue.
- "Infancia y Arte moderno". Valencia: IVAM Centre Julio Gonzalez, 1998. Catalogue p. 105-109: Bass-Bassina-Boulou, Cirkus.
- "Elisabeth Ivanovsky, artiste du livre". Bibliothèque royale, Bruxelles, 2000.
- "Russian Book Art 1904-2005", Bruxelles: Europalia Russie - Bibliotheca Wittockiana, 2005-2006. Catalogue : Fonds Mercator, Ivanovsky p. 12, 170, 176.
- "Henry van de Velde, La Cambre et le Livre". Bruxelles: La Cambre, 2007. Catalogue p. 25, 26, 29, 59, 66.
- "Elisabeth Ivanovsky". Paris: Bibliothèque Faidherbe, 2007.
- "L’art russe de l’image pour enfants (1900-1945). Moulins (Allier): Centre de l’Illustration, Hôtel de Mora, 2010. Catalogue.
- "Elisabeth Ivanovsky – 100 ani de la nastere". Chișinău: Musée national d’art moldave, 2010.
- "Elisabeth Ivanovsky, une grande dame de l’illustration". Bruxelles: Centre de littérature de jeunesse, 2010.
- "Éloge de la rareté. Cent trésors de la Réserve des livres rares". Paris: Bibliothèque nationale de France François-Mitterrand, Galerie 2, 2014-2015. Catalogue.